# Premier League Darts 2013
Die McCoy’s Premier League Darts 2013 war ein Einladungsturnier, welches von der Professional Darts Corporation veranstaltet wurde. Sie wurde vom 7. Februar bis zum 16. Mai 2013 im Round Robin-System mit anschließendem Halbfinale und Finale ausgetragen. Die Vorrundenspieltage fanden donnerstags vom 7. Februar bis zum 9. Mai 2013 statt. Die Play-offs wurden am 16. Mai 2013 in The O2 Arena in London ausgetragen.
Der Turniersieg ging an den Niederländer Michael van Gerwen, der den Titelverteidiger Phil Taylor aus England im Finale mit 10:8 in Legs besiegen konnte.
Im deutschen Fernsehen wurde die Premier League 2013 live auf Sport1 übertragen. Der Pay-TV-Sender Sport1+ zeigte zusätzlich einige Spieltage live und vollständig.

## Preisgelder
Das Preisgeld wurde im Vergleich zum Vorjahr um £ 70.000 auf insgesamt £ 520.000 erhöht.
Die gewonnenen Preisgelder wurden nicht für die Order of Merit gewertet.
- Sieger: £ 150.000
- Zweiter Finalist: £ 75.000
- Halbfinale: £ 55.000 (Verlierer aus den Halbfinalspielen)
- 5. Platz: £ 45.000
- 6. Platz: £ 40.000
- 7. Platz: £ 35.000
- 8. Platz: £ 30.000
- 9. Platz: £ 20.000
- 10. Platz: £ 15.000

## Qualifikation
Der Qualifikationsmodus unterschied sich von den vorhergehenden Jahren. Die besten vier Spieler der PDC Order of Merit nach der PDC-Weltmeisterschaft 2013 waren für das Turnier qualifiziert. Außerdem waren nun sechs anstatt vier Spieler aufgrund ihrer Leistungen in den vergangenen Jahren eingeladen worden.
Die Spieler im Einzelnen (in Klammern die OoM-Platzierung vor Beginn des Turniers):
- Phil Taylor (1)
- Adrian Lewis (2)
- James Wade (3)
- Michael van Gerwen* (4)

Wildcards:
- Simon Whitlock (5)
- Andy Hamilton (6)
- Wes Newton* (7)
- Raymond van Barneveld (8)
- Gary Anderson (11)
- Robert Thornton* (15)

* = Premierensaison

## Austragungsmodus
Nach den ersten neun Spieltagen schieden die beiden Letztplatzierten der Tabelle aus. Zu diesem Zeitpunkt hatten alle Spieler jeweils einmal gegeneinander gespielt. Die verbleibenden acht Spieler spielten anschließend an fünf Spieltagen die Playoff-Plätze aus.
Alle Spiele in der Gruppenphase wurden in dem Modus Best of 12 Legs ausgetragen, das heißt der Spieler, der zuerst 7 Legs gewonnen hatte, gewann das Spiel. Beim Spielstand von 6:6 wurden die Partie beendet und unentschieden gewertet.

## Vorrunde
Spieltag 1, 7. Februar 2013, Odyssey Arena, Belfast
| Spieler 1                           | Ergebnis | Spieler 2                |
| ----------------------------------- | -------- | ------------------------ |
| Andy Hamilton 93,42                 | 5 : 7    | Robert Thornton 98,84    |
| James Wade 87,32                    | 7 : 4    | Wes Newton 86,59         |
| Raymond van Barneveld 102,02        | 7 : 4    | Gary Anderson 93,77      |
| Simon Whitlock 88,89                | 7 : 3    | Adrian Lewis 91,20       |
| Phil Taylor 97,05                   | 6 : 6    | Michael van Gerwen 97,93 |
| Höchstes Finish: Simon Whitlock 121 |          |                          |

Spieltag 2, 14. Februar 2013, A.E.C.C., Aberdeen
| Spieler 1                          | Ergebnis | Spieler 2                    |
| ---------------------------------- | -------- | ---------------------------- |
| Wes Newton 94,06                   | 2 : 7    | Raymond van Barneveld 100,19 |
| Andy Hamilton 96,07                | 7 : 4    | James Wade 91,54             |
| Gary Anderson 96,05                | 7 : 5    | Simon Whitlock 88,62         |
| Adrian Lewis 89,41                 | 3 : 7    | Phil Taylor 98,69            |
| Robert Thornton 97,51              | 6 : 6    | Michael van Gerwen 98,28     |
| Höchstes Finish: Andy Hamilton 120 |          |                              |

Spieltag 3, 21. Februar 2013, B.I.C., Bournemouth
| Spieler 1                          | Ergebnis | Spieler 2                   |
| ---------------------------------- | -------- | --------------------------- |
| James Wade 100,59                  | 7 : 4    | Adrian Lewis 91,50          |
| Robert Thornton 92,88              | 6 : 6    | Wes Newton 92,42            |
| Simon Whitlock 101,80              | 2 : 7    | Phil Taylor 107,33          |
| Michael van Gerwen 104,21          | 7 : 3    | Raymond van Barneveld 96,02 |
| Andy Hamilton 99,26                | 7 : 5    | Gary Anderson 92,07         |
| Höchstes Finish: Andy Hamilton 152 |          |                             |

Spieltag 4, 28. Februar 2013, Westpoint Arena, Exeter
| Spieler 1                          | Ergebnis | Spieler 2                |
| ---------------------------------- | -------- | ------------------------ |
| Robert Thornton 109,33             | 7 : 2    | Gary Anderson 93,82      |
| Andy Hamilton 93,63                | 2 : 7    | Michael van Gerwen 95,88 |
| James Wade 101,81                  | 6 : 6    | Phil Taylor 102,51       |
| Wes Newton 85,66                   | 7 : 3    | Adrian Lewis 84,18       |
| Raymond van Barneveld 99,47        | 7 : 3    | Simon Whitlock 96,44     |
| Höchstes Finish: Gary Anderson 124 |          |                          |

Spieltag 5, 7. März 2013, Capital FM Arena, Nottingham
| Spieler 1                                              | Ergebnis | Spieler 2                |
| ------------------------------------------------------ | -------- | ------------------------ |
| James Wade 105,73                                      | 7 : 1    | Robert Thornton 98,91    |
| Raymond van Barneveld 102,24                           | 7 : 5    | Andy Hamilton 100,16     |
| Adrian Lewis 97,70                                     | 7 : 4    | Michael van Gerwen 93,25 |
| Phil Taylor 97,66                                      | 5 : 7    | Gary Anderson 95,76      |
| Wes Newton 97,54                                       | 5 : 7    | Simon Whitlock 99,14     |
| Höchstes Finish: James Wade, Raymond van Barneveld 121 |          |                          |

Spieltag 6, 14. März 2013, M.E.N. Arena, Manchester
| Spieler 1                       | Ergebnis | Spieler 2             |
| ------------------------------- | -------- | --------------------- |
| Michael van Gerwen 101,52       | 7 : 4    | Wes Newton 98,14      |
| Adrian Lewis 91,89              | 6 : 6    | Gary Anderson 95,86   |
| Simon Whitlock 97,80            | 7 : 4    | James Wade 97,49      |
| Raymond van Barneveld 95,08     | 6 : 6    | Robert Thornton 98,78 |
| Phil Taylor 93,81               | 3 : 7    | Andy Hamilton 101,40  |
| Höchstes Finish: James Wade 170 |          |                       |

Spieltag 7, 21. März 2013, C.I.A., Cardiff
| Spieler 1                               | Ergebnis | Spieler 2                   |
| --------------------------------------- | -------- | --------------------------- |
| Andy Hamilton 91,34                     | 7 : 4    | Simon Whitlock 91,68        |
| Gary Anderson 96,82                     | 1 : 7    | Michael van Gerwen 107,22   |
| Robert Thornton 94,40                   | 5 : 7    | Adrian Lewis 95,51          |
| Wes Newton 93,07                        | 2 : 7    | Phil Taylor 101,72          |
| James Wade 96,17                        | 6 : 6    | Raymond van Barneveld 95,84 |
| Höchstes Finish: Michael van Gerwen 164 |          |                             |

Spieltag 8, 28. März 2013, S.E.C.C., Glasgow
| Spieler 1                            | Ergebnis | Spieler 2                    |
| ------------------------------------ | -------- | ---------------------------- |
| Adrian Lewis88,70                    | 7 : 4    | Andy Hamilton 87,85          |
| Simon Whitlock 90,77                 | 1 : 7    | Robert Thornton 107,65       |
| Phil Taylor 102,94                   | 7 : 3    | Raymond van Barneveld 102,96 |
| Gary Anderson 95,31                  | 5 : 7    | Wes Newton87,53              |
| Michael van Gerwen 104,43            | 4 : 7    | James Wade 98,51             |
| Höchstes Finish: Robert Thornton 157 |          |                              |

Spieltag 9, 4. April 2013, Brighton Centre, Brighton
| Spieler 1                           | Ergebnis | Spieler 2                    |
| ----------------------------------- | -------- | ---------------------------- |
| Gary Anderson 100,64                | 3 : 7    | James Wade 98,59             |
| Phil Taylor 97,35                   | 4 : 7    | Robert Thornton 103,15       |
| Wes Newton 89,82                    | 5 : 7    | Andy Hamilton 91,27          |
| Michael van Gerwen 102,78           | 7 : 3    | Simon Whitlock 88,01         |
| Adrian Lewis 100,25                 | 2 : 7    | Raymond van Barneveld 100,59 |
| Höchstes Finish: Simon Whitlock 130 |          |                              |

Spieltag 10, 11. April 2013, Motorpoint Arena, Sheffield
| Spieler 1                          | Ergebnis | Spieler 2                   |
| ---------------------------------- | -------- | --------------------------- |
| Robert Thornton 97,67              | 4 : 7    | Simon Whitlock 95,76        |
| Adrian Lewis 87,83                 | 2 : 7    | James Wade 103,91           |
| Michael van Gerwen 103,90          | 7 : 3    | Phil Taylor 99,65           |
| Andy Hamilton 95,66                | 5 : 7    | Raymond van Barneveld 94,65 |
| James Wade 90,81                   | 5 : 7    | Michael van Gerwen 90,99    |
| Höchstes Finish: Andy Hamilton 124 |          |                             |

Spieltag 11, 18. April 2013, The O2, Dublin
| Spieler 1                               | Ergebnis | Spieler 2                 |
| --------------------------------------- | -------- | ------------------------- |
| Andy Hamilton 95,44                     | 3 : 7    | Phil Taylor 105,43        |
| Raymond van Barneveld 99,72             | 4 : 7    | Michael van Gerwen 106,82 |
| Robert Thornton 91,11                   | 4 : 7    | James Wade 95,38          |
| Simon Whitlock 95,41                    | 7 : 3    | Andy Hamilton 89,86       |
| Raymond van Barneveld 95,83             | 6 : 6    | Phil Taylor 94,60         |
| Michael van Gerwen 90,74                | 7 : 5    | Adrian Lewis 89,15        |
| Höchstes Finish: Michael van Gerwen 158 |          |                           |

Spieltag 12, 25. April 2013, N.I.A., Birmingham
| Spieler 1                            | Ergebnis | Spieler 2                 |
| ------------------------------------ | -------- | ------------------------- |
| Phil Taylor 105,24                   | 7 : 2    | Adrian Lewis 92,53        |
| Simon Whitlock 99,54                 | 7 : 5    | Michael van Gerwen 101,09 |
| Robert Thornton 91,22                | 7 : 4    | Andy Hamilton 87,31       |
| Raymond van Barneveld 104,20         | 7 : 2    | James Wade 97,00          |
| Phil Taylor 103,35                   | 7 : 4    | Simon Whitlock 100,63     |
| Adrian Lewis 86,92                   | 5 : 7    | Robert Thornton 92,57     |
| Höchstes Finish: Robert Thornton 152 |          |                           |

Spieltag 13, 2. Mai 2013, Echo Arena, Liverpool
| Spieler 1                        | Ergebnis | Spieler 2            |
| -------------------------------- | -------- | -------------------- |
| Michael van Gerwen 97,11         | 7 : 4    | Andy Hamilton 95,49  |
| James Wade 93,32                 | 4 : 7    | Simon Whitlock 98,26 |
| Robert Thornton 98,88            | 2 : 7    | Phil Taylor 100,92   |
| Raymond van Barneveld 102,06     | 7 : 4    | Adrian Lewis 98,13   |
| James Wade 98,90                 | 2 : 7    | Andy Hamilton 100,90 |
| Höchstes Finish: Phil Taylor 164 |          |                      |

Spieltag 14, 9. Mai 2013, Metro Radio Arena, Newcastle
| Spieler 1                         | Ergebnis | Spieler 2                   |
| --------------------------------- | -------- | --------------------------- |
| Simon Whitlock 93,16              | 4 : 7    | Raymond van Barneveld 92,60 |
| Michael van Gerwen 105,35         | 7 : 1    | Robert Thornton100,75       |
| Andy Hamilton 97,27               | 5 : 7    | Adrian Lewis 99,88          |
| Phil Taylor 97,73                 | 6 : 6    | James Wade 96,82            |
| Robert Thornton97,51              | 4 : 7    | Raymond van Barneveld 99,88 |
| Adrian Lewis 96,40                | 6 : 6    | Simon Whitlock94,22         |
| Höchstes Finish: Adrian Lewis 170 |          |                             |

Die Zahl hinter dem Spielernamen zeigt den 3-Dart-Average (=durchschnittlicher Punktewert mit 3 geworfenen Darts) an.

### Abschlusstabelle
Anmerkung: Die Tabelle ist sortierbar: Durch Anklicken eines Spaltenkopfes wird die Tabelle nach dieser Spalte sortiert, zweimaliges Anklicken kehrt die Sortierung um.

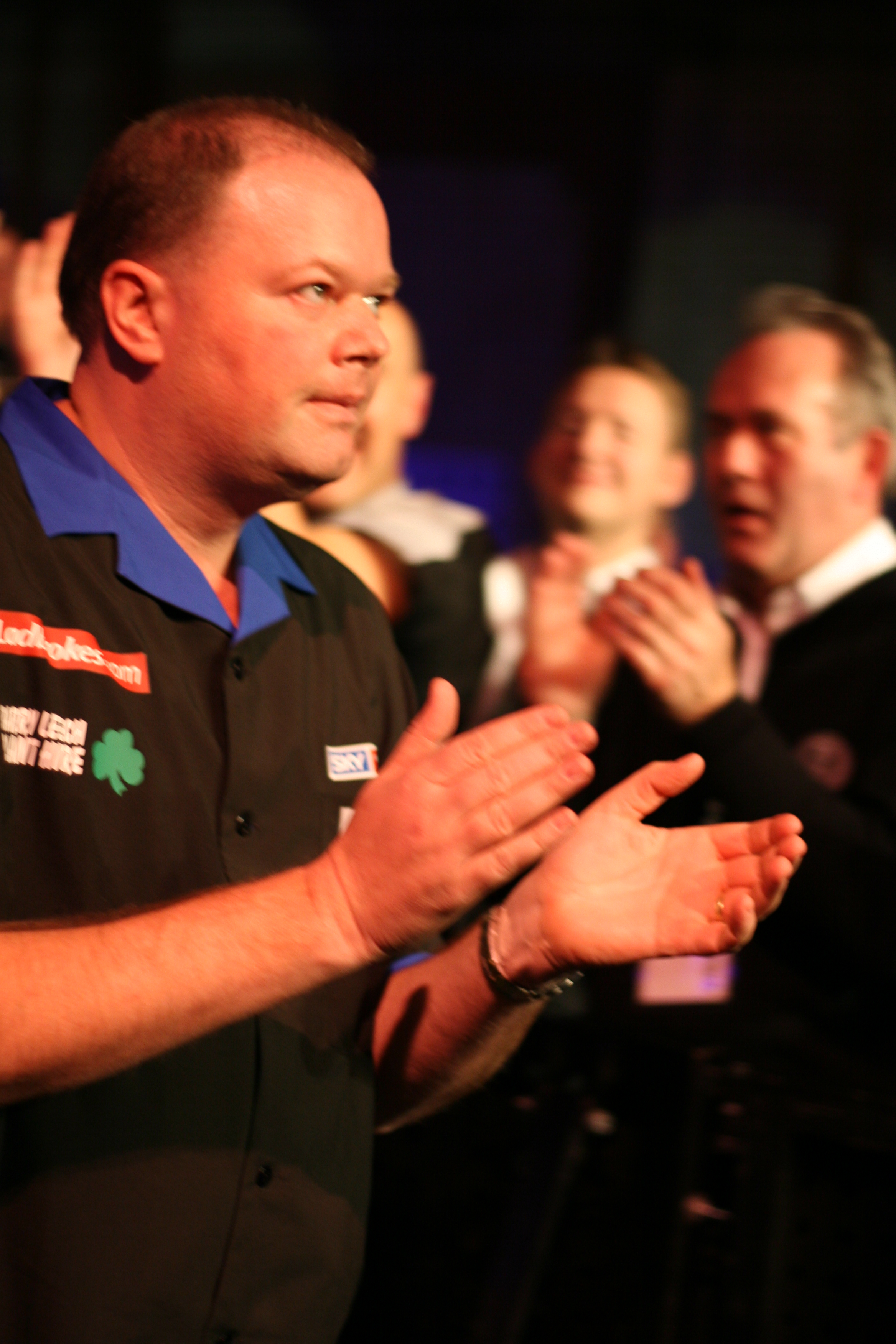
Raymond van Barneveld (2007)

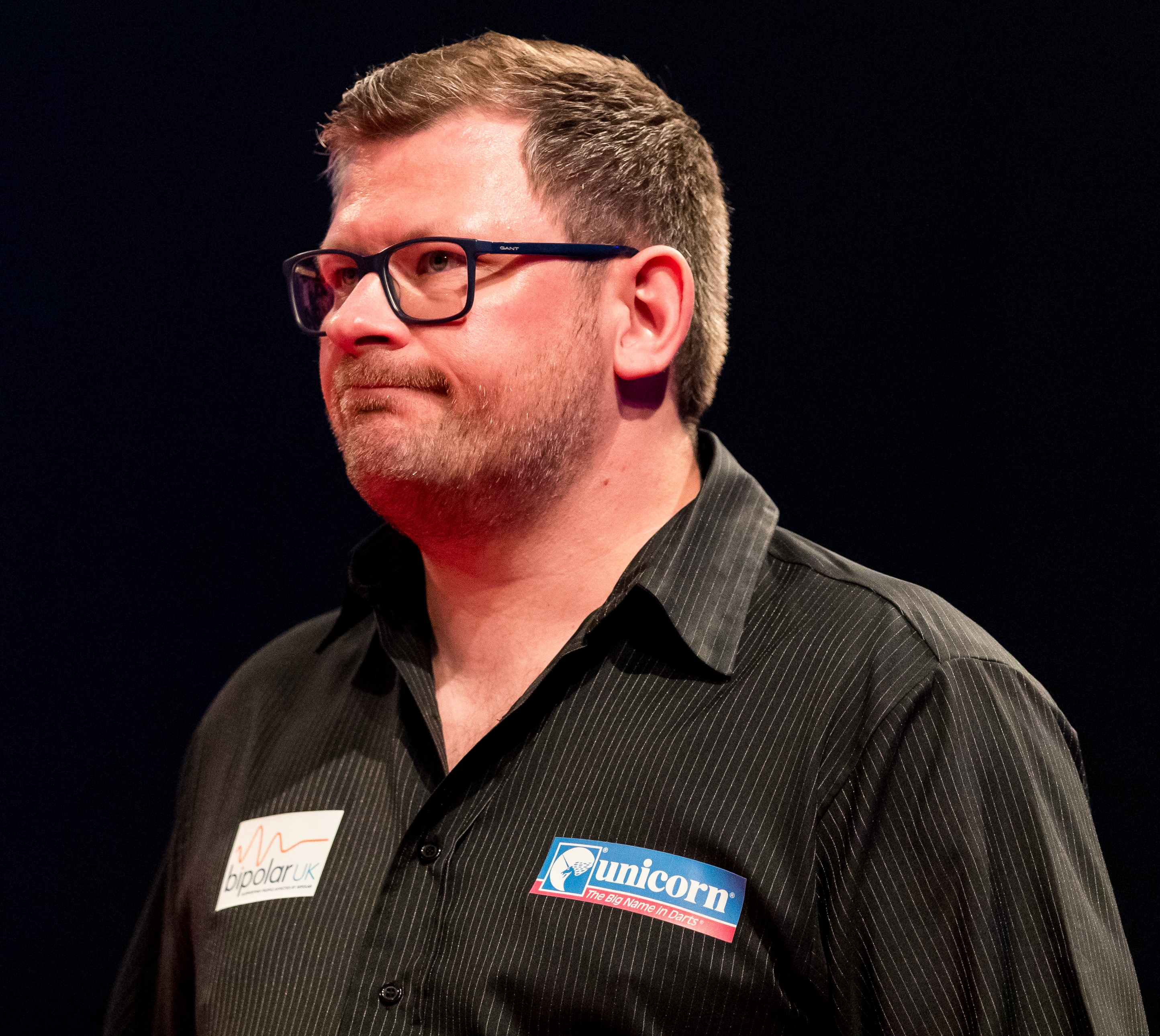
James Wade (2019)

| Platz | Spieler               | Spiele | Siege | Remis | Verl. | Legs | 180er | Average | HF  | Punkte |
| ----- | --------------------- | ------ | ----- | ----- | ----- | ---- | ----- | ------- | --- | ------ |
| 1     | Michael van Gerwen    | 16     | 11    | 2     | 3     | +34  | 57    | 100,09  | 164 | 24     |
| 2     | Raymond van Barneveld | 16     | 10    | 3     | 3     | +24  | 53    | 98,88   | 161 | 23     |
| 3     | Phil Taylor           | 16     | 8     | 4     | 4     | +22  | 31    | 100,37  | 164 | 20     |
| 4     | James Wade            | 16     | 7     | 3     | 6     | +6   | 37    | 97,12   | 170 | 17     |
| 5     | Robert Thornton       | 16     | 6     | 3     | 7     | −7   | 53    | 98,20   | 161 | 15     |
| 6     | Simon Whitlock        | 16     | 7     | 1     | 8     | −9   | 44    | 95,01   | 140 | 15     |
| 7     | Andy Hamilton         | 16     | 6     | 0     | 10    | −11  | 42    | 94,77   | 152 | 12     |
| 8     | Adrian Lewis          | 16     | 4     | 2     | 10    | −27  | 43    | 92,57   | 170 | 10     |
| 9     | Wes Newton            | 9      | 2     | 1     | 6     | −14  | 26    | 91,66   | 132 | 5      |
| 10    | Gary Anderson         | 9      | 2     | 1     | 6     | −18  | 28    | 95,57   | 124 | 5      |

Stand: 9. Mai 2013
| Nach neun Spieltagen ausgeschieden | Nach neun Spieltagen ausgeschieden |
| ---------------------------------- | ---------------------------------- |
|                                    |                                    |
| Wes Newton                         | Gary Anderson (2016)               |

| Vor den Play-offs ausgeschieden | Vor den Play-offs ausgeschieden | Vor den Play-offs ausgeschieden | Vor den Play-offs ausgeschieden |
| ------------------------------- | ------------------------------- | ------------------------------- | ------------------------------- |
|                                 |                                 |                                 |                                 |
| Robert Thornton (2019)          | Simon Whitlock (2017)           | Andy Hamilton (2011)            | Adrian Lewis (2011)             |

## Play-offs
16. Mai 2013, The O2 Arena, London
|  | Halbfinale Best of 15 Legs | Halbfinale Best of 15 Legs | Halbfinale Best of 15 Legs |  |  | Finale Best of 19 Legs | Finale Best of 19 Legs    | Finale Best of 19 Legs |
|  |                            |                            |                            |  |  |                        |                           |                        |
|  |                            |                            |                            |  |  |                        |                           |                        |
|  | 1                          | Michael van Gerwen 97,59   | 8                          |  |  |                        |                           |                        |
|  | 4                          | James Wade 93,59           | 4                          |  |  |                        |                           |                        |
|  |                            |                            |                            |  |  | 1                      | Michael van Gerwen 103,29 | 10                     |
|  |                            |                            |                            |  |  | 3                      | Phil Taylor 104,10        | 8                      |
|  | 2                          | R. van Barneveld 102,08    | 4                          |  |  |                        |                           |                        |
|  | 3                          | Phil Taylor 104,68         | 8                          |  |  |                        |                           |                        |
|  |                            |                            |                            |  |  |                        |                           |                        |

| Michael van Gerwen | Finale: Best of 19 Legs | Phil Taylor |
| 10                 | Ergebnis                | 8           |
| 103,29             | 3-Dart-Average          | 104,10      |
| 21                 | 100+                    | 31          |
| 12                 | 140+                    | 9           |
| 9                  | 180er                   | 4           |
| 132                | Höchstes Finish         | 160         |
| 37 %               | Doppelquote             | 38 %        |